# نادي جبال الألب (إنكلترا)
نادي جبال الألب تأسس في لندن في عام 1857 وهو أول أندية العالم في تسلق الجبال. وهو أول نادي في المملكة المتحدة لتسلق الجبال حسب ما اعترف به رئيس النادي.[بحاجة لمصدر]

## انظر ايضا
- المجلس البريطاني لتسلق الجبال

## وصلات خارجية
- الموقع الرسمي
- تماما رقمية 1864 كراسة الرسم من نادي جبال الألب رحلة إلى سويسرا تيرول